# Stadtparksteg
Der Stadtparksteg ist eine Bogenbrücke im Bereich des Wiener Stadtparks und überspannt den Wienfluss. Er verbindet die Wiener Bezirke Landstraße und Innere Stadt und ist nur für Fußgänger und Radfahrer zugänglich.

## Geschichte
Der erste Stadtparksteg wurde Anfang der 1860er Jahre im Zuge der Anlage des Stadtparks errichtet. Dafür wurde das Tragwerk der erst fünf Jahre alten Karolinenbrücke, die infolge der Schleifung der Wiener Stadtmauer durch eine andere Brücke ersetzt wurde, abgebaut und an diesem Standort wiederverwendet. Ende der 1890er Jahre waren aufgrund der Regulierung des Wienflusses Adaptierungsarbeiten notwendig. Nach der Zerstörung der Brücke gegen Ende des Zweiten Weltkrieges befand sich ab 1945 für lange Zeit an dieser Stelle nur eine provisorische Brücke.
Der Stadtparksteg in seiner heutigen Form wurde 1985–1987 von der Waagner Biro AG errichtet. Als Architekt fungierte Hermann Czech, mit der Tragwerksplanung war Alfred Pauser beauftragt. In der Mitte der Gehwegkonstruktion verbreitert sich dieser und kann als Aussichtspunkt genutzt werden.